# Tobozmirigy
A tobozmirigy (más néven: epifízis vagy toboztest; angolul: Pineal gland; latinul: Glandula pinealis) a köztiagy-középagy határán található belső elválasztású mirigy. Tobozhoz hasonlító alakjáról kapta a nevét. A tobozmirigy az epitalamuszban található.
Fő feladata a melatonin hormon termelése, amely nagyban befolyásolja az ember alvás-ébrenlét ciklusát, így a tobozmirigy felelős az ember „biológiai órájáért”. További funkciói tudományosan a mai napig nem egyértelműen tisztázottak.

## Tobozmirigy a kultúrában
A hindu, buddhista és ezoterikus irodalom fontos szerepet tulajdonít neki. E szerint ez a mirigy az átlagembernél csökevényes, szunnyadó állapotban van, de a valódi mestereknél tökéletesen cselekvő állapotban működik. Az indiai mesterek Siva szemének is nevezték, míg Descartes a lélek székhelyének nevezte. Az iratok alapján a különböző agyrészekkel és a homlok közepén kifejlődő harmadik szemmel is fontos kapcsolata van és az okkult (pszichikai) erők kifejlődéséhez feltétlenül szükséges cselekvőképessé tenni. Hatásossá tételének két útja: a rendszeres meditáció és a pránikus kísérlet. Az utóbbi pránájáma jógihelyzetben, amikor a gyakorló felhúzza a pránát a hátgerinc mentén a tobozmirigybe. 

## Fordítás
- Ez a szócikk részben vagy egészben  a   Pineal gland című angol Wikipédia-szócikk fordításán alapul.  Az eredeti cikk szerkesztőit annak laptörténete sorolja fel. Ez a jelzés csupán a megfogalmazás eredetét és a szerzői jogokat jelzi, nem szolgál a cikkben szereplő információk forrásmegjelöléseként.